# Juana Guare
Juana Guare o Juana de Guare fue una cacique dauleña que luchó contra la explotación indígena.

## Biografía
Heredó el cacicazgo en el siglo XVII y hacia 1690 era dueña del vasto sitio que se conocía como el Junquillal, en Ecuador.
Como cacica defendió los derechos de sus hermanos de raza. Sus firmes protestas se levantaban en contra de los abusos que cometían los miembros del clero español que explotaban, para su beneficio y enriquecimiento personal, a los indígenas. Debido a las decididas gestiones de Juana Guare, las autoridades emitieron una orden que impedía a todos los alcaldes y caciques de provincia la explotación de los indios.

## Reconocimientos
En la provincia de Los Ríos se denominó una parroquia con el nombre "Guare" en honor a Juana por su influencia del caciquismo indígena.
La Fundación María Guare, que fue creada para luchar por la equidad de género y apoyar a la mujer en casos de violencia y abuso sexual, psicológico, etc; fue nombrada en su honor. La fundación tiene una trayectoria de más de 25 años y está conformada por mujeres profesionales y amas de casa.